# Wanderley Messias da Costa
Wanderley Messias da Costa (Arapongas, 8 de agosto de 1950) é um geógrafo   brasileiro.
Graduado em Geografia (1976), é Mestre  (1982) e  Doutor (1991) e Livre-Docente (2005) em  Geografia Humana  pela Universidade de São Paulo (USP).  É também professor titular do Departamento de Geografia da USP e diretor executivo da Fundação do Desenvolvimento Administrativo – FUNDAP   (desde junho de 2013). 
Especialista em Geografia Política, Relações Internacionais, Meio Ambiente e   Amazônia, Wanderley Messias da Costa é autor de vários livros, capítulos de livros   e inúmeros artigos publicados em periódicos científicos nacionais e internacionais.  
Dentre as suas publicações, as obras mais citadas são O Estado e as políticas   territoriais no Brasil (1988) e Geografia Política e Geopolítica (1992). Recebeu   o Prêmio Jabuti (2008) pela obra Dimensões Humanas da Biosfera-Atmosfera  da  Amazônia, produzida em coautoria com Bertha K. Becker e Diógenes Salas Alves  (orgs.). 

## Trajetória na Universidade de São Paulo
Exerceu diversos cargos de coordenação na Reitoria da USP e foi secretário-geral   da ADUSP - Associação dos Docentes (1983-1985). Na Reitoria, foi coordenador   da COSEAS - Coordenadoria da Saúde e Assistência Social durante toda a gestão   Goldemberg (1986-1989). Foi coordenador da CCS - Coordenadoria de Comunicações   da USP nas gestões dos Profs. Roberto Lobo e Suely Vilela, respectivamente (1990-  1991; 2005-2009). Ainda na gestão da Profª Suely Vilela, foi chefe de gabinete da   Reitoria (2006). 
Integrou o Grupo de Pesquisa Dimensões Humanas do Programa LBA - Large Scale   Biosphere-Atmosphere Experiment in Amazonia. Participou também das pesquisas no   âmbito do Projeto de Cooperação CAPES-COFECUB entre o curso de Pós-Graduação  em Geografia Humana do Departamento de Geografia da USP e a École Normale  Supérieure de Paris. Desenvolveu projetos de pesquisa sobre a integração sul-americana do ponto de vista da Geografia Política.   
Dentre os demais cargos de gestão na Reitoria, foi também presidente da CEPA -   Comissão de Estudos de Problemas Ambientais da USP (2002-2005) e membro da Comissão Central de Implantação da USP Leste (2003-2005). Sua última participação  de gestão na USP foi como Superintendente de Relações Institucionais (07/2011 a 10/  2013).  
- Graduação em Geografia (1976)
- Mestrado em Geografia Humana (1982)
- Doutorado em Geografia Humana (1991)
- Livre docência (2005)
- Diretor da ADUSP – Associação dos Docentes da USP no biênio 1983-1985
- Chefe de gabinete e Coordenador de Comunicação Social – CCS na gestão Suely Vilela (2005-2009)
- Membro da Comissão Central de Implantação da USP Leste (2003-2005)
- Presidente da CEPA – Comissão de Estudos de Problemas Ambientais da USP (2002-2005)
- Coordenador da COSEAS na gestão Goldemberg (1987-1990)
- Candidato a Reitor nas eleições de 2009
- Coordenador de Relações Institucionais de 12/2010 a 07/2011.
- Superintendente de Relações Institucionais da Universidade de São Paulo (SRI/USP) de 07/2011 a 10/2013.
- Candidato a Reitor, pela chapa"Mantendo o Rumo", tendo como vice-reitora, Suely Vilela (2013)

Em outubro de 2013, candidatou-se às eleições para Reitor da Universidade de São Paulo pela chapa “Mantendo o Rumo”. Teve como candidata a vice-reitora a Professora Suely Vilela Sampaio, que ocupou o cargo de reitora entre 2005 e 2010.

## Outras atividades
Além da experiência na Universidade de São Paulo, teve diversas atividades de  pesquisa, planejamento e de coordenação técnica no Governo Federal. Coordenou   o Programa do Zoneamento Ecológico e Econômico da Amazônia, na Secretaria de  Assuntos Estratégicos da Presidência (abril a agosto de 1991). Foi chefe de Gabinete   do Ministério da Educação (1991-1992). Assessor de Pesquisas no Programa de  Gerenciamento Costeiro e no Planejamento da Gestão Ambiental, do Ministério do   Meio Ambiente (1993-1995). Coordenou e Dirigiu Programas e Projetos na Secretaria   da Amazônia do MMA, dentre eles, o Programa Piloto para a Proteção das Florestas Tropicais do Brasil – PPG-7 e o Programa Brasileiro de Ecologia Molecular para o Uso   Sustentável da Biodiversidade da Amazônia – PROBEM (1997-1999).